# 德语地名
德语地名就是以德语的形式表述的地名。地名是一种专有名词，因此德语地名也和德语中其他的名词一样，有一定的性、数和格。讲德语的人所居住的地区之内的地名，往往含有德语中的普通名词或其他普通词汇或它们的变形形式，探究这些地名的由来是德国历史地理学的一项内容。此外，德语中的某些地名，其来源或拼写与欧洲其他语言不尽相同。德語地名也可以根據其來源語言分類，區分德語原生地名，以及從凱爾特語、拉丁語或斯拉夫語言的外來地名。

## 德語原生詞
許多原生的德語地名使用描述自然景觀（例如森林、河、平原、山）或人造物（村落、橋、城堡）的名詞字根，前面加上形容詞、人名或屬格名詞作為前綴，後面再加上和其他地方的相對位置用來和重複的地名作區別。

### 自然景觀
- 河流：-ach、-au、-aue。德語字 Au 指河邊有樹的平地。例如：Echternach、Salzach、Passau、Aue城市、以及許多名為 Aue 的河流。
  - 小溪：-bach 或低地德語 -bek。例如：Amorbach、Ansbach Reinbek、Wandsbek。
  - 可以涉水而過的淺溪：-furt。例如：Erfurt、Frankfurt、Klagenfurt。
- 山：-berg 或 -bergen。例如：Bamberg、Heidelberg、Nürnberg 、Königsberg （國王的山，今加里寧格勒）、Landesbergen。注意有時 -berg 字尼是從 -burg 變化而來，例如波蘭的 Bromberg 舊稱 Brahenburg。
  - 小丘：-bühl 或 -bühel，例如Dinkelsbühl、Kitzbühel。
  - 山坡：-halde或-halden。例如：Haldensee、克賴爾斯海姆附近的Osshalden。
  - 山谷：-tal 或 -thal。例如：Wuppertal、Roßtal、St. Joachimsthal。
- 平原：-feld 或 -felde。例如：Bielefeld、Mansfeld、Saalfeld。
  - 草原：-wang、-wangen、或 -wängle。例如：Feuchtwangen、Ellwangen、Nesselwängle。
- 島：-ey、或是低地德語的 -oog（西北）和-öhe、-oie、-ee（東北）、或是 -werder、-werth、-wörth、-ort。例如：Norderney、Hacheney、Schiermonnikoog、Hiddensee、Donauwörth、Finkenwerder、Kaiserswerth、Ruhrort。
- 灌木叢：-hagen。例如：Hanshagen。
- 森林：-wald 或 -walde。例如：Greifswald、Creutzwald、Regenwalde。

### 人造物
- 聚落：-stadt、 -stedt、-stätt、或-stetten。例如：Darmstadt、Eichstätt、Ingolstadt、以及許多稱為Neustadt的城市。
  - 聚落的外延：-ausbau 或 -siedlung。
  - 文德人的聚落：-wend 或 -winden，尤其在奧地利一帶也有可能使用前綴 Wendisch- 或 Windisch-。例如：安斯巴赫 附近的 Bernhardwinden、埃布豪森附近的 Wenden、Wendisch Baggendorf、Windischgarsten。文德人（德語 Wendisch）是德語民族對原居在中歐的許多西斯拉夫民族的通稱。
  - 村子：-dorf、-torf、或低地德語dorp/torp。例如：Düsseldorf、Reinickendorf、Kleinblittersdorf。
- 房子：-hausen。例如：Mühlhausen、Recklinghausen、Schaffhausen。
  - 農舍、農場：-hof、-hoff 或 -hofen。例如許多稱為 Hof 的地方、Bechhofen、Diedenhofen，也常接在從其他聚落中分出來的聚落，有時再加上羅馬數字，例如Sanz Hof IV
  - 教堂：-kirch 或 -kirchen。例如：Feldkirch、Gelsenkirchen、Neunkirchen。
  - 堡壘的主塔：-burg 或 -bourg，例如：Hamburg、Augsburg、Luxembourg、Regensburg、Salzburg、Strasbourg。
  - 建造城堡的石頭：-stein。例如：Allenstein、Bartenstein、Königstein。
- 家：-heim 、巴伐利亞和奧地利的 -ham 或 -am 、西部的-hem 或 -em、北部的 -um。例如：Alkersum、Bochum、Borkum、Pforzheim、Kirchham、Schiltigheim、Mannheim、Mülheim、Bad Windsheim。
- 橋：-brück 或  -brücken。例如：Saarbrücken、Osnabrück、Innsbruck。
- 港：-haven、或-hafen。例如：Wilhelmshaven、Bremerhaven、Friedrichshafen。
- 大區：-gäu 或 gouw，源自古日耳曼語Gau，查理曼和納粹曾以此劃分行政區，例如Haspengouw（Hesbaye的荷蘭語）、Allgäu。
- 土地面積單位：-hufe 或 -hut，指可以支持一家人生活的土地大小（hide (單位)（英语：Hide (unit)））。例如：Grünhufe。、Landshut、Waldshut。
- 淨空的平地：-roth、-rath、-rode、-reuth、-rade、或是用前綴Rade-。例如：Roth、Bayreuth、Overath、Wernigerode、Radebeul、Radevormwald。

### 前綴
前綴可以用來區分位在附近的相同地名，可以獨自成字或連結成合成詞。有時兩個地點各自用相反的前綴（例如 Niederschönhausen和Hohenschönhausen），有時只有其中一個地點冠上前綴，（例如 Stettin 和 Neustettin）。德國許多官方認證的療養地會在地名前冠上Kurort（療養地）、Bad（澡浴）、heilbad（水療地）或Seeheilbad（濱海水療地）。
許多前綴是形容詞，如：
- Alt-、Alten- 或低地德語 Olden- （老）。例如：Alt Eberstein, Altenberg, Oldenburg。
- Groß- 或 Großen- （大）。例如：Groß Kiesow, Großenhain。
- Grün- 或 Grüne- （綠），例如 Grunwald。
- Hoh-, Hohen-, Höch- or Hoch- （高）。例如：Hohenschönhausen, Hohkönigsburg, Höchstadt。
- Klein- 或 Low German Lütten- （小）。例如：Klein Kiesow。
- Lichten-或Lichter-（開闊），例如 Lichtenhagen。
- Neu-、Neuen- 或 Low German Nien- （新）。例如：Neuburg am Inn, Neuenkirchen, Nienburg。
- Nieder- （低）。例如： Niederschönhausen。
- Ober- （高、上）或 Oberst- （最高）。例如：Oberhausen, Oberwesel, Oberstdorf。
- Schön-或Schöne- （好的），例如 Schönwalde。
- Unter- （低、下）。例如：Unterliederbach。

有些前綴或是標示現在或以前的地主身份，例如：
- Kirch-（教會的），例如 Kirch Jesar。
- Bischofs-（主教的），例如 Bischofswerda。
- Grafen-（伯爵的），例如 Grafenwöhr。
- Königs-（國王的），例如 Königs Wusterhausen、Königsberg。
- Kron- （王室的），例如 Kronstadt。

另外也有直接用人名。包括用建立聚落的人的名字，例如由 Otto 建立的 Oettingen、由 Gerolf 建立的 Gerolfingen、由 Ratbald 或 Ratbert 建立的 Rappoltsweiler。在東向移民運動期間有時使用劃地為界的人（locatores）的名字，如 Hans 劃定的 Hanshagen。另外也有後人紀念的地名，例如紀念普魯世皇帝威廉一世的威廉港以及肯尼茲在東德時期的舊稱卡爾·馬克思城。用人名作為地名有時會加上-ing、-ingen、-ungen、-ung、或-ens等字尾，意思是指某人的後代，例如：Göttingen、Esslingen、Straubing、Esens。

### 位置後綴
許多德語地名因為發生重複，所以為了區分而在後面加了位置描述。有些如 Frankfurt am Main、Rothenburg ob der Tauber、Freiburg im Breisgau 等使用介詞、有些如 Frankfurt (Oder) 使用括號、有些如 Lahr/Schwarzwald 使用斜線。各地的官方名稱可能會用不同方式來寫這些描述詞，例如完整寫出介詞和冠詞的 Landau in der Pfalz 和使用縮寫的 Landau a.d.Isar、以及在括號中使用全稱的 Langenfeld (Rheinland) 和使用縮寫的 Stolberg (Rhld.)。

## 外來語
現今德語地區的西南部在史前時代曾使用凱爾特語，在古典時代屬於羅馬帝國，使用拉丁語，在中世紀，拉丁語也是行政和教會的官方語言。在中世紀神聖羅馬帝國的東部有許多斯拉夫語言，包括波拉布語、索布語、波美拉尼亞語、斯洛維尼亞語。在 東向移民運動時，許多日耳曼遷居者和官僚延用斯拉夫語地名。
- 凱爾特語：Mainz、Remagen （Rigomagos 國王的平原）、Wien  （Windobona 白色聚落或 Wedunia 森林溪）、Zürich（turicon，可能源自高盧語人名 turus）。
- 拉丁語
  - 古典時代：Koblenz （confluentes 匯流）、Köln（colonia 殖民地）、Aachen （aquae 泉水）、Augsburg 和 Augst （Augustus 奧古斯都）。
  - 中世紀：München（monachus 僧侶）、Münster （monasterium 修道院），有些地名進一步結合德語詞綴，例如 Neumünster、Fraumünster、Grossmünster。
- 斯拉夫語：Rostock （古波拉布語 rostok 河流分叉）、Dresden （索布語 Drežďany）、Berlin （可能是某個波拉布語詞，意思是沼澤）。有些地名雖然可以看出來自斯拉夫語，但字根已不可考。也有些地名結合德語和斯拉夫語，如Altentreptow。
  - -anz，例如 Ummanz。
  - -au或-ow（所有格字尾），主要出現在波拉布民族的居住地，如 Lübbenau、Plau、Bützow、Neubukow、Stäbelow、Malchow、Teterow、Güstrow。注意-au也可能來自德語。
  - -gard（城市、城堡），例如 Burg Stargard。
  - -gast（樹林），例如 Wolgast。
  - -itz（常見名詞字尾）。
  - -vitz或-witz（人名字尾，「的兒子」），例如 Malschwitz、Lancken-Granitz。

## 德语地名的性
德语地名可以是阳性、阴性或中性。中性地名在没有定语修饰时不加冠词，但在有定语修饰时必须加冠词。阳性和阴性地名则总是和冠词连用。

### 中性地名
以下类型的地名全部或多半是中性：
- 大洲名几乎均为中性，如(das) Asien（亚洲）, (das) Europa（欧洲）, (das) Afrika（非洲）, (das) Amerika（美洲）, (das) Nordamerika（北美洲）, (das) Südamerika（南美洲）, (das) Australien（澳洲）, (das) Ozeanien（大洋洲）。以大洲名为基名的地理区域名称因此也是中性，如(das) Ostasien（东亚）, (das) Mitteleuropa（中欧）, (das) Lateinamerika（拉丁美洲）等。Die Antarktis（南极洲）是唯一的例外。

- 大部分的国家名为中性，如(das) Deutschland（德国）, (das) Frankreich（法国）, (das) Irland（爱尔兰）, (das) Italien（意大利）, (das) China（中国）, (das) Japan（日本）等。但也有少数国家名称为阳性或阴性。

- 大部分的城镇名为中性，如(das) Berlin（柏林）, (das) London（伦敦）, (das) Brüssel（布鲁塞尔）, (das) Rom（罗马）, (das) Beijing（北京）, (das) Tokio（东京）, (das) Sidney（悉尼）等。但也有少数城镇名称为阳性或阴性。

### 陰性地名
- 流經德語區的河流大多為陰性。

### 陽性地名
- 不在德語區內的河流通常為陽性，如(der) Ganges（恆河）、(der) Nil（尼羅河）。但 -a 或 -e 字尾的可能為陰性。

## 外部連結
- Grundwörter in Ortsnamen（德語） （页面存档备份，存于）
- http://www.isoglosse.de/2015/07/cluster-von-toponymsuffixen-in-deutschland/ （页面存档备份，存于） clusters of toponym suffixes in Germany
- https://ssz.fr/places/#// （页面存档备份，存于） Placename pattern visualization using regular expressions